# Körunda

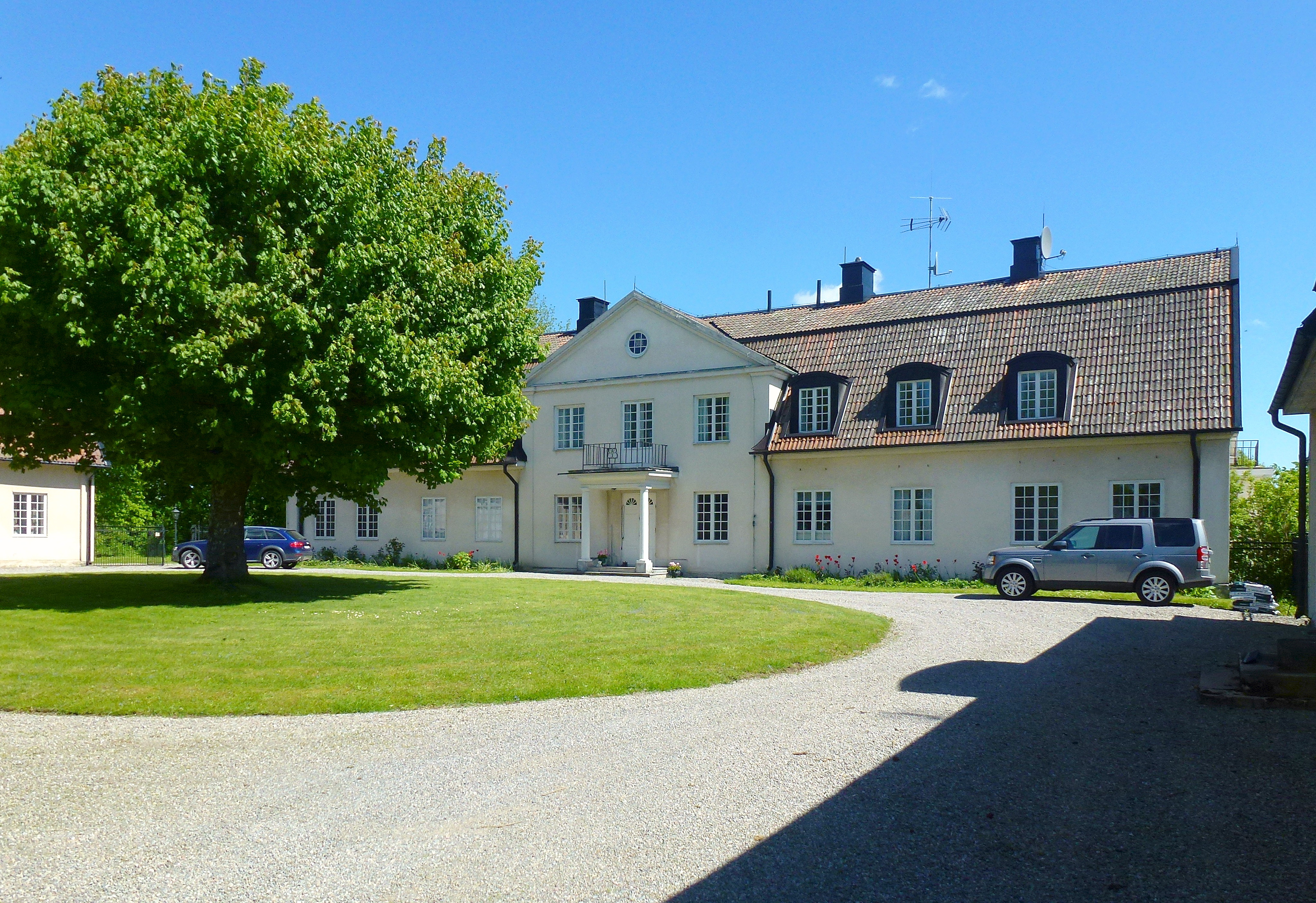
Körunda gårds huvudbyggnad, juni 2015.

Körunda är en herrgård och ett tidigare säteri i Ösmo socken och Nynäshamns kommun på Södertörn. Gården ligger strax väster om sjön Muskan. Huvudbyggnaden är idag i privat ägo och den gamla ladugården liksom stallet är i dag klubbhus för Nynäshamns Golfklubb.

## Äldre historia

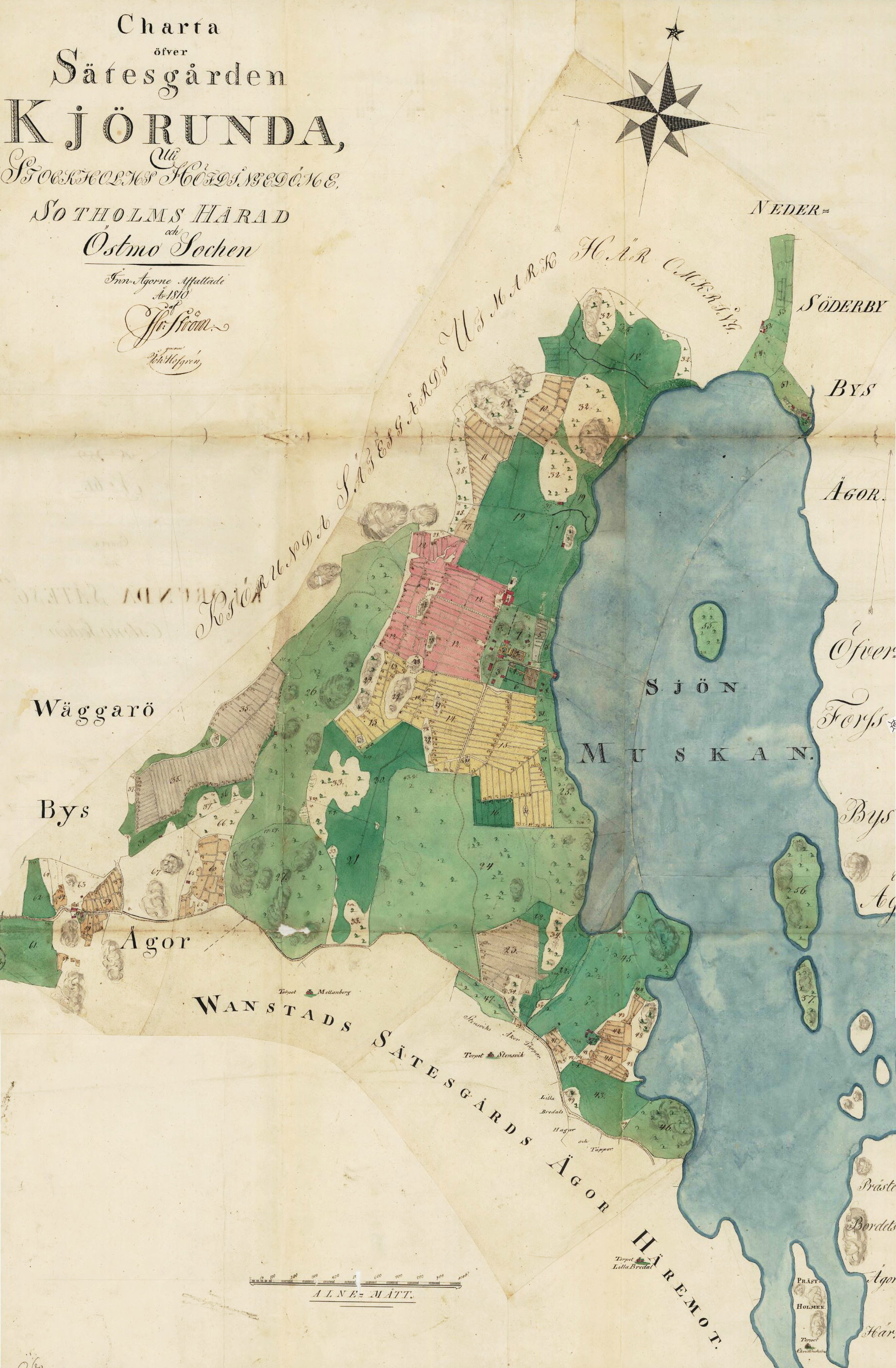
Körundas ägor ("Kjörunda") 1810.

Körunda är tidigast omnämnd år 1434 då den var sätesgård för riksrådets skrivare, väpnaren Johan Fredebern. Fredebern, som författade Engelbrektskrönikan, var en märklig person. Har var en tysk adelsman som gifte sig med en lågadlig svenska och bosatte sig på Körunda, men även vid Järntorget i Gamla stan. Han var husägare men inte direkt en borgare, en skrivande person men utan kyrklig anställning, riksrådets betrodde man men själv inte medlem av det högre skiktet. Bristen på kyrklighet hindrade honom dock inte att bekosta de målningar som 1434 utfördes på Ösmo kyrkas väggar, där hans vapen finns anbragt på en freskomålning.

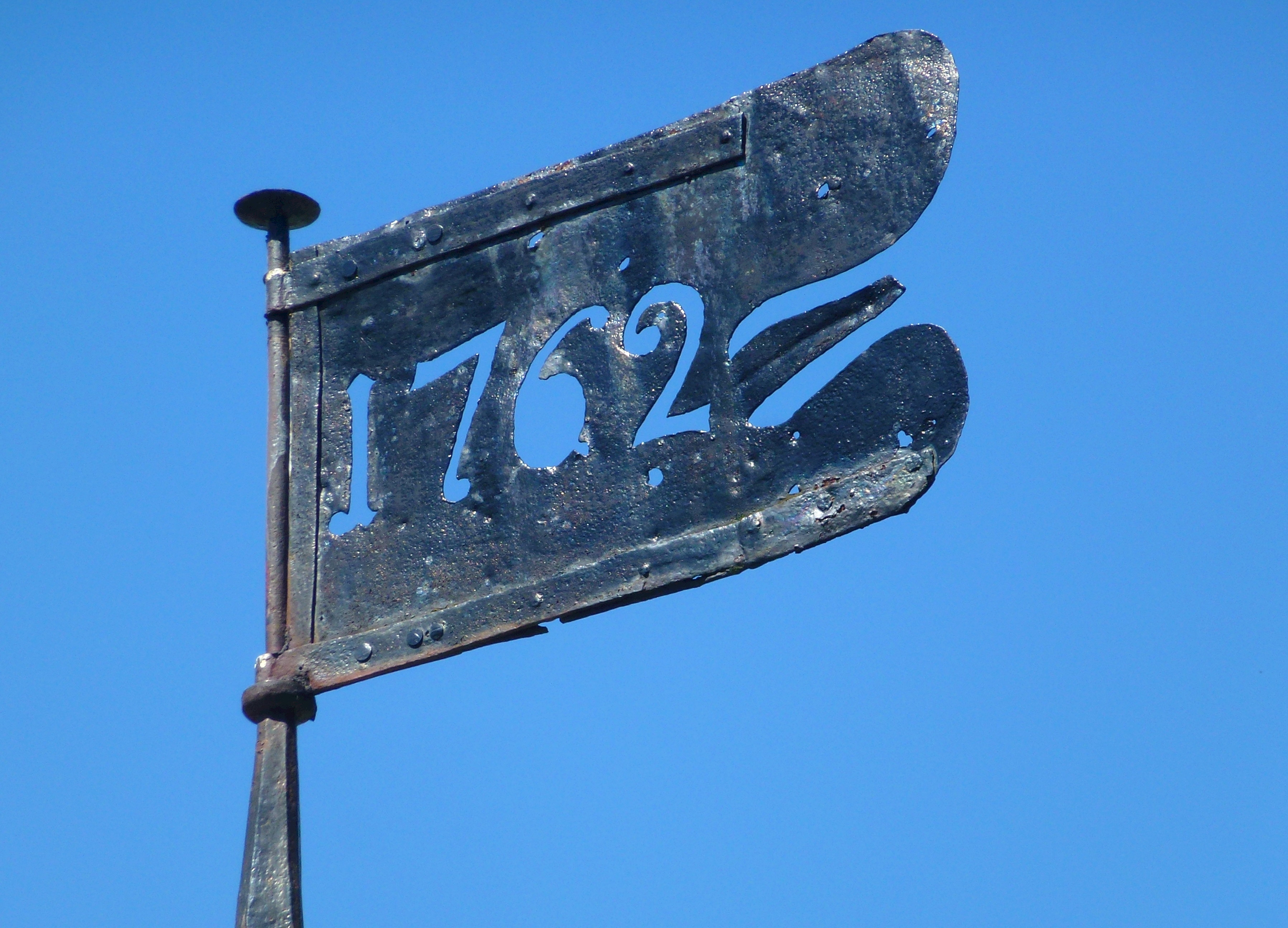
Vindflöjeln "1762".

Väpnaren Peder Elofsson bodde på gården 1480 och Botilda Jönsdotter ägde den under 1540-talet. 1632 förvärvade Wollmar Yxkull och hans son Didrik gården. Den redovisades som säteri på 1650-talet och under de följande åren var ägarna många och kortvariga. 
Huvudbyggnaden som uppfördes kring 1730 åt lagman Johan Enanderhjelm, är en reveterad timmerbyggnad med mansardtak. Johan Gustaf von Bröms köpte Körunda 1756 och blev, när han 1770 flyttade in med sin familj, den förste ägaren på lång tid som verkligen bott på gården. Detta blev dock inte långvarigt, då Bröms samma år sålde gården vidare till Carl Gustaf Ehrenhoff, som sedan i sin tur året därpå sålde den till häradshövdingen i Södertörn, Olof Malmerfelt. Malmerfelt dog som änkling 1806, varmed hans brorson och namne Olof Malmerfelt ärvde Körunda. I huvudbyggnaden finns sedan denna tid en kakelugn med det Malmerfeltska vapnet.
När kapten Adolf Fredrik Ström 1809 köpte Körunda hade mangårdsbyggnaden sex rum och kök på nedre botten och en större vindskammare på vinden. Det finns två  flygelbyggnader där den ena innehöll kök och två rum, medan den andra fungerade som spannmålsmagasin och visthusbod. Väster därom ligger två  annexbyggnader som utgörs av falurödmålade stugor, som ursprungligen var tjänstebostäder. Kapten Ström sålde Körunda 1813 till friherre Sven Cederström, och 1822 blev Körunda fideikommiss. Sonen Ture Cederström sålde Körunda 1842 till Karl Pritzensköld (död 1866). Därefter ägdes Körunda av släkterna Lönngren, Tauvon och Graff fram till 1905 då egendomen såldes till justitierådinnan Fanny Hernmark, som lade ned stora kostnader på gården. Huvudbyggnaden restaurerades, och den flygel som varit spannmålsmagasin inreddes till bostadslägenheter. Uthusen om- och tillbyggdes.

## Bilder

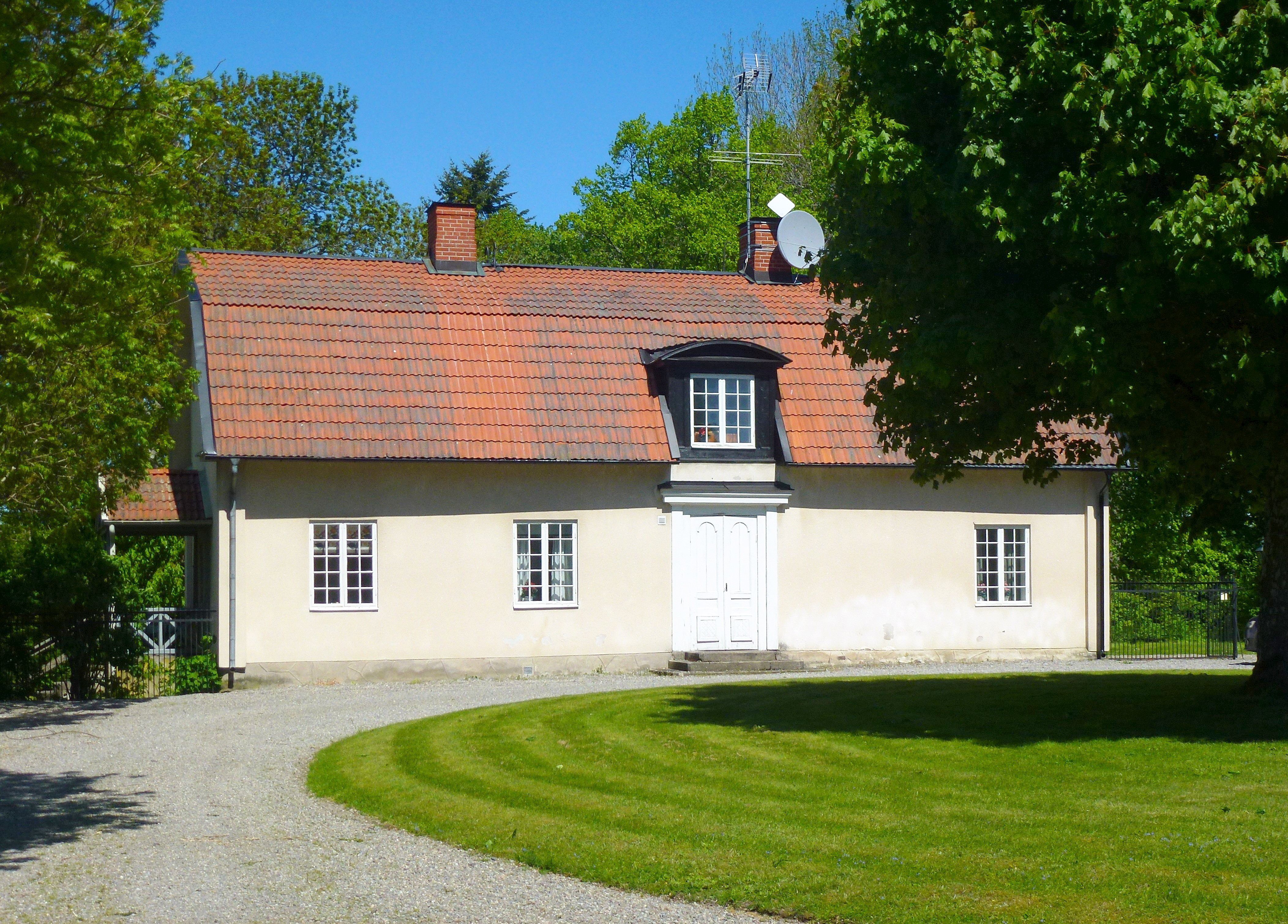
Norra, inre flygeln
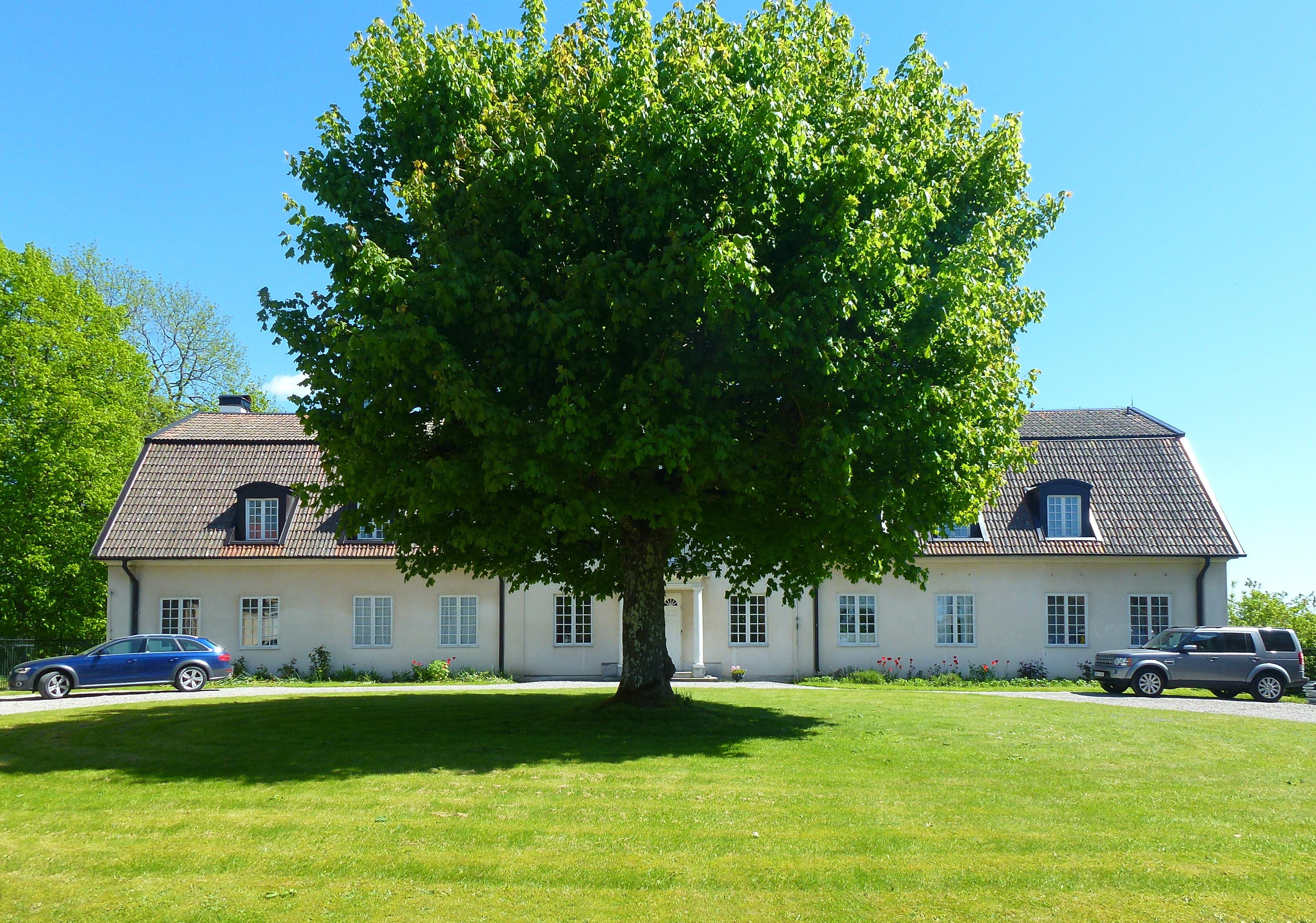
Huvudbyggnad mot väst
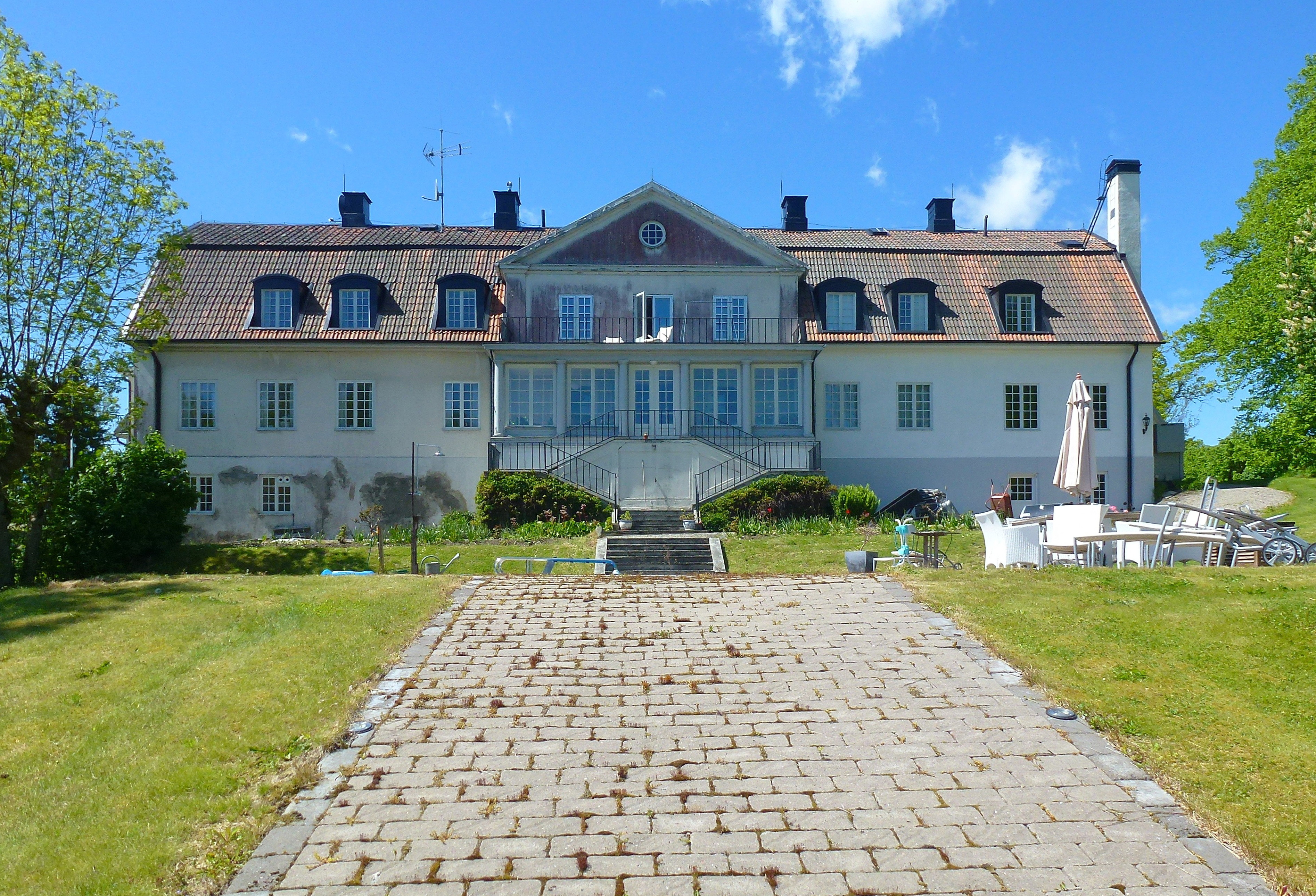
Huvudbyggnad mot öst
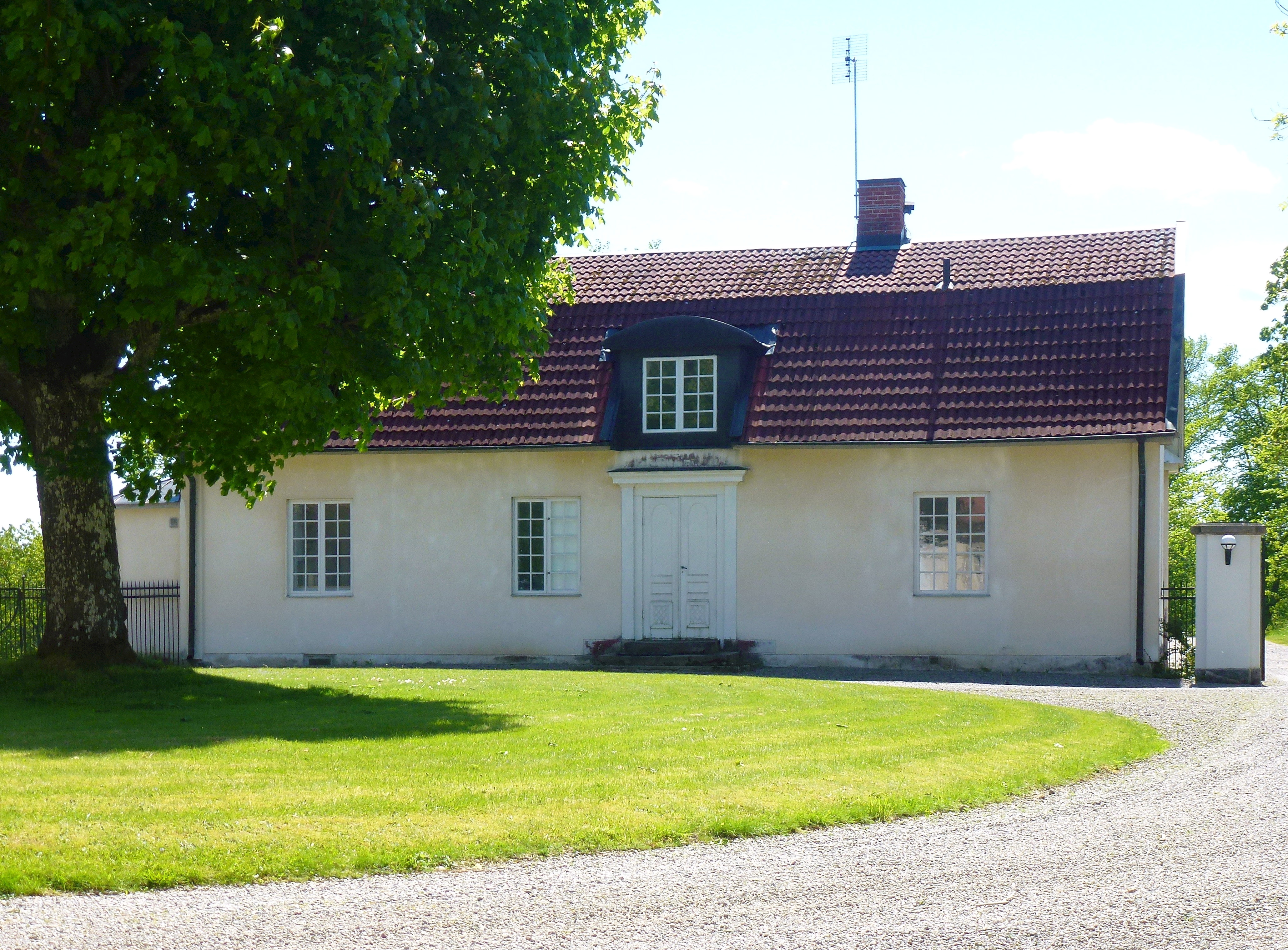
Södra flygeln
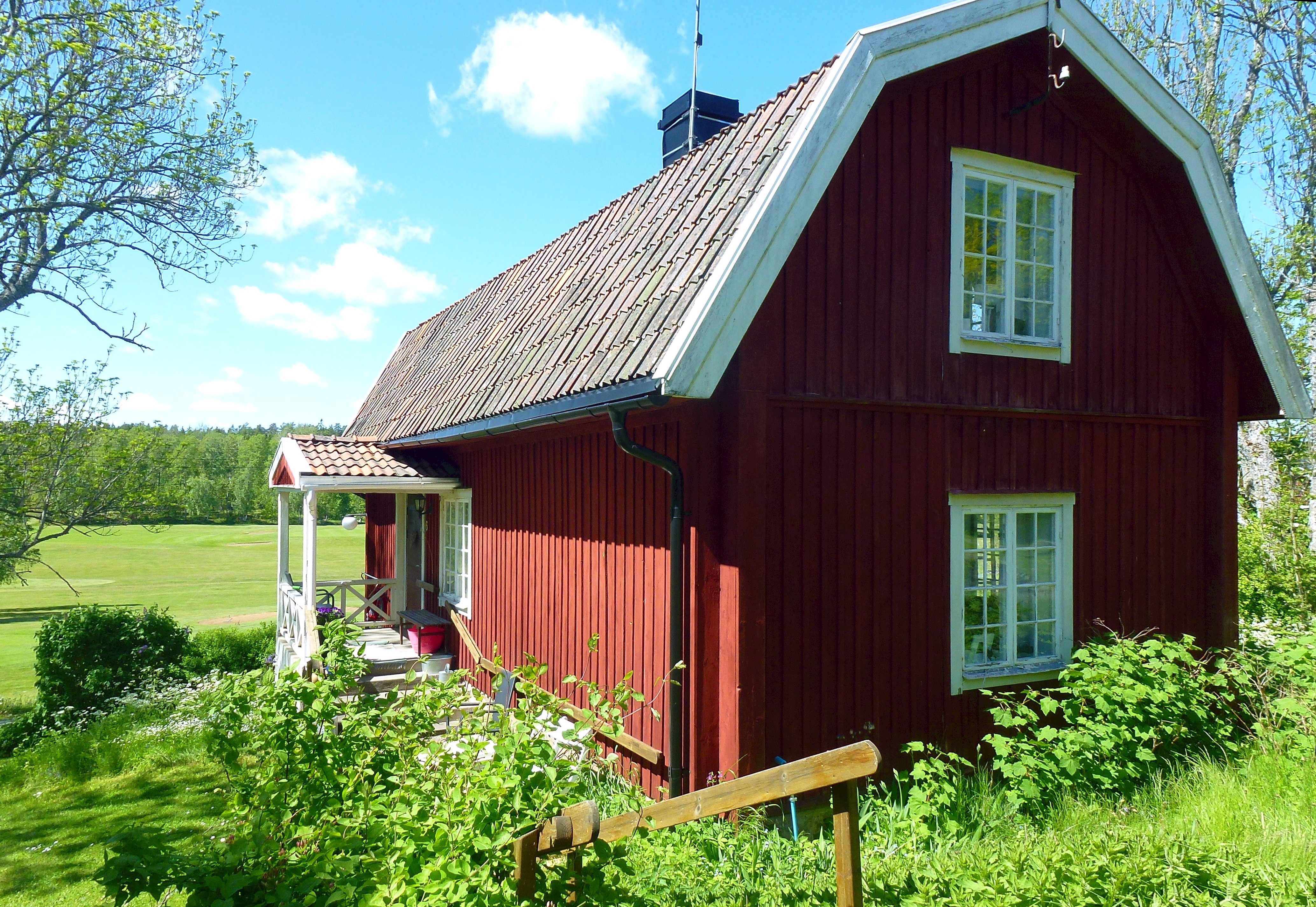
Norra annexet
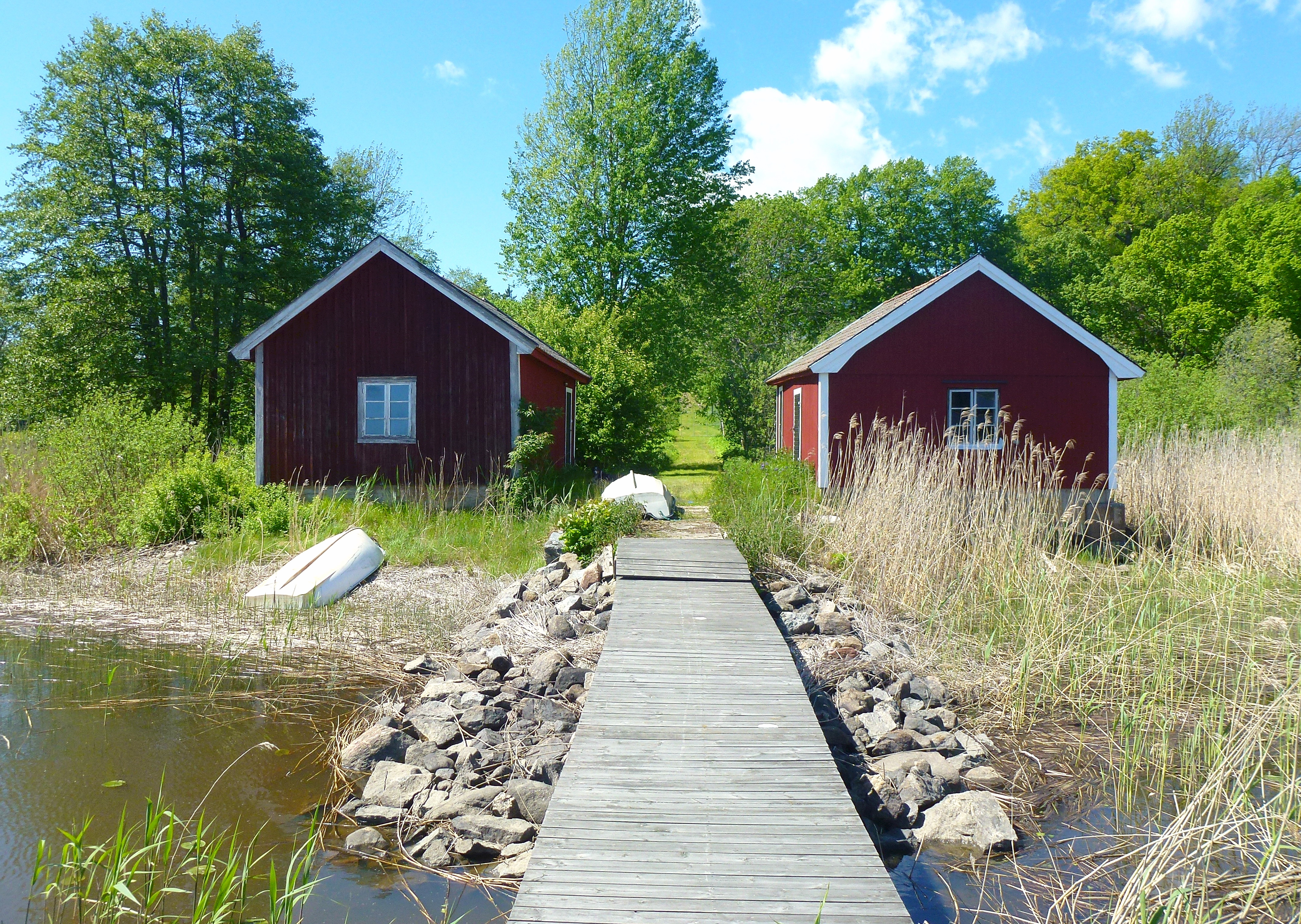
Körunda brygga och Muskan
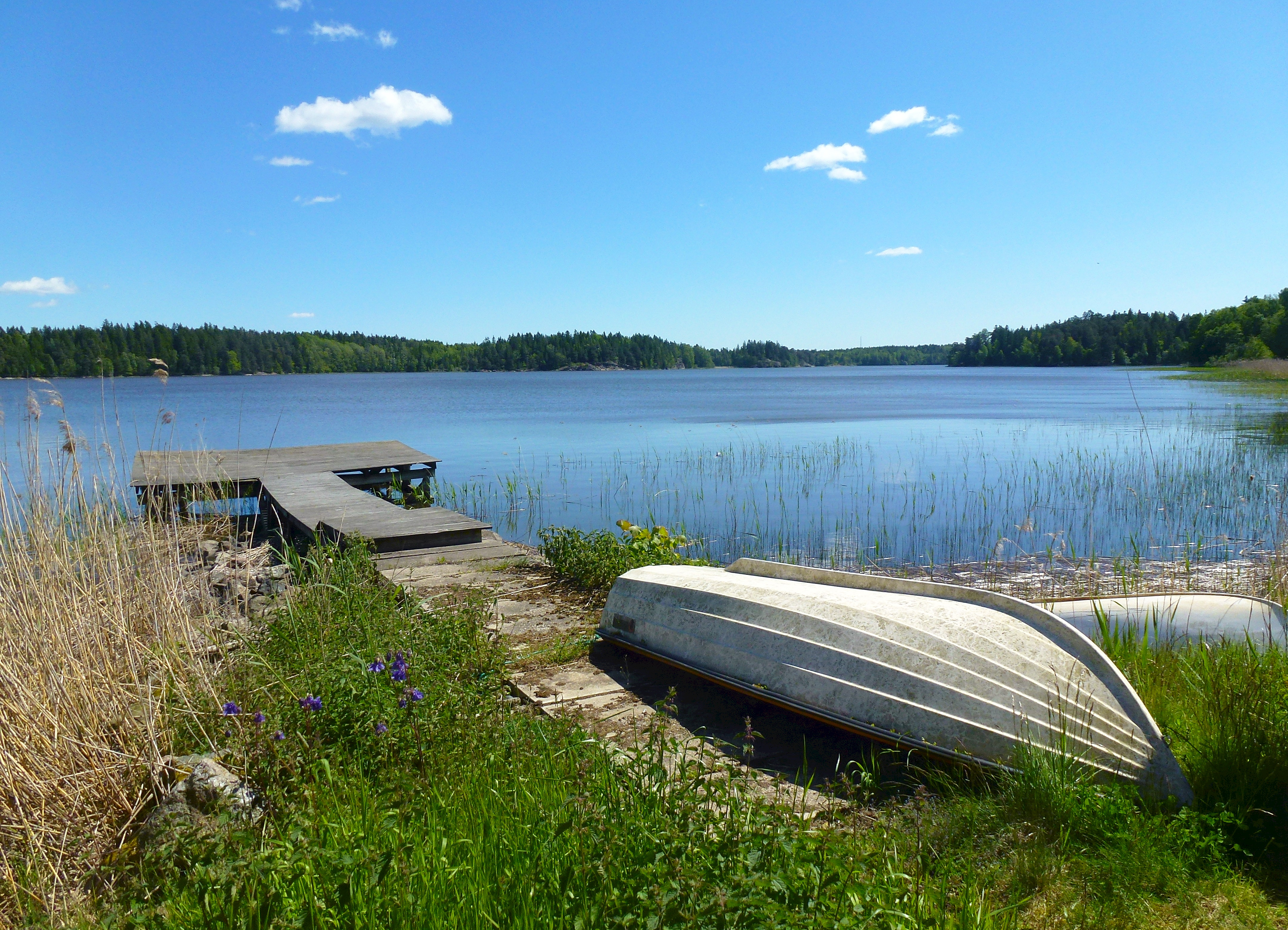
Körunda brygga och Muskan
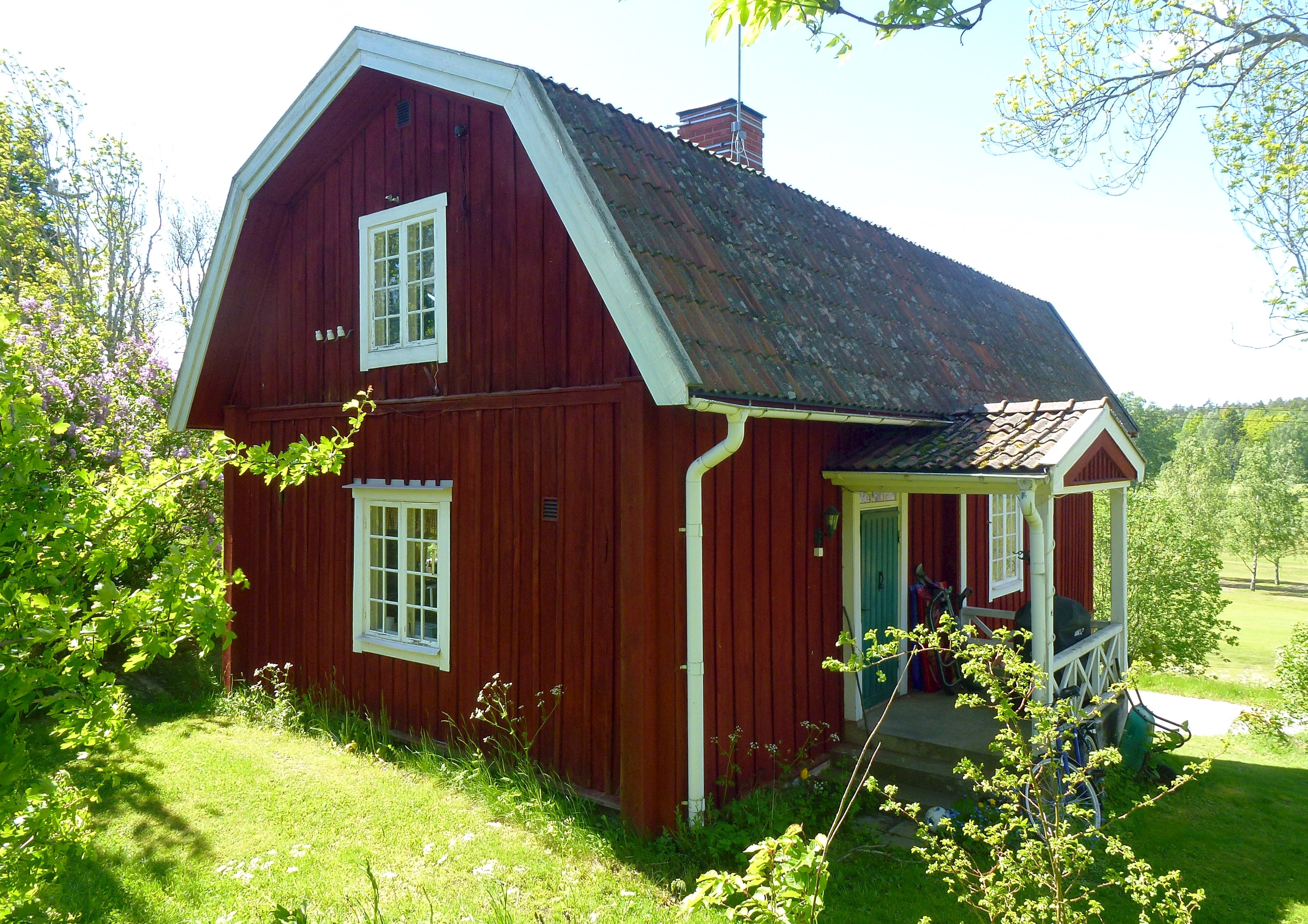
Södra annexet

## Nyare historia

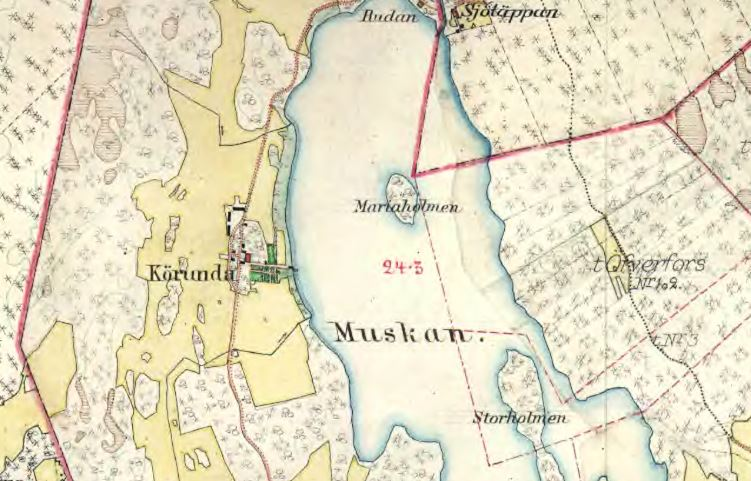
Körunda med omgivning på Häradsekonomiska kartan 1901.

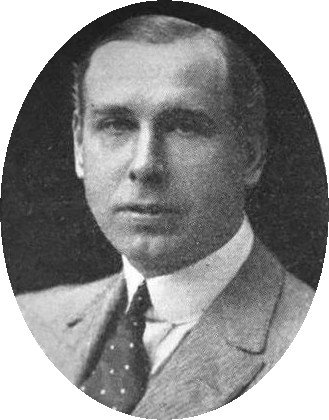
Björn Barkman.

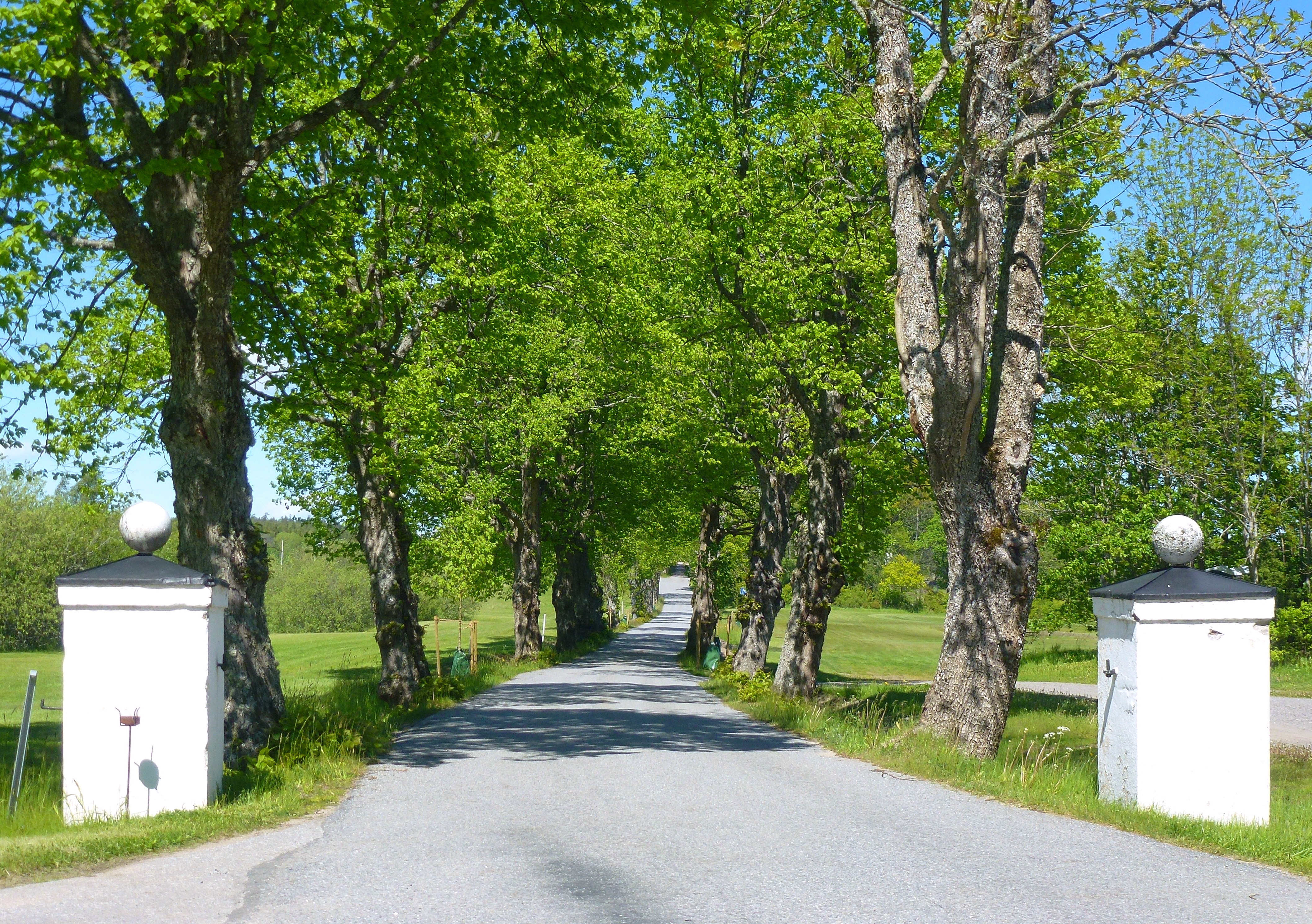
Allén till Körunda gård, 2015.

Ny ägare blev 1910 kammarherre Edvard Bergenstråhle som dock 1912 sålde det vidare till kommendörkapten Nils Ankarcrona. Den redan väl hållna gården sattes av Ankarcrona i ett än bättre skick. Corps de logiet byggdes ut 1913 åt både norr och söder, och hela inredningen gjordes om, för att sedan innehålla arton rum och kök med alla moderna bekvämligheter. Gårdsplanen inhägnades med ett högt järnstaket, nytt privatstall byggdes för vagnshästar, ladugården moderniserades och nya uthus uppfördes. Man byggde även ett eget el- och vattenledningsverk. 
År 1919 förvärvas Körunda av affärsmannen Björn Barkman som även ägde gårdarna Vansta och Mellanberg. Under Barkmans tid blev Körunda en beteckning för de tre gårdarna och känt för sin uppfödning av främst ardennerhästar och tjurar. Barkman sålde i början av 1960-talet Körundas marker till Ösmo kommun, som var i behov av mark för den expansion av samhället, som förväntades i samband med anläggandet av Marinens anläggningar på Muskö. Barkman behöll dock nyttjanderätten till bland annat huvudbyggnaden under sin livstid. Han avled på Körunda i mars 1972.
Nynäshamns kommun, som i och med kommunsammanslagningen 1973 blivit ägare, lät 1975 avstycka en tomt för gårdens bostadshus, brygghusen och de mindre ekonomibyggnaderna, varefter Körunda förvärvas av Harry Bouveng. Huvudbyggnaden används i dag bland annat som kontor. Flygelbyggnader och annex är uthyrda som bostäder. På gården har i olika omgångar sedan 1700-talet hållits ett hägn för dovhjort. Numera har dock hjortarna ersatts av får.
Körunda säteri var huvudsaklig inspelningsplats i Suzanne Ostens film Skyddsängeln.
Den gamla ladugården liksom stallet är i dag klubbhus för Nynäshamns Golfklubb, med golfshop och klubbhusrestaurang. Där den gamla logen förr var inrymd finns i dag Körunda Golf- och konferenshotell. I det lilla samhälle Körunda av i dag finns dessutom fem villor. På 1990-talet uppfördes även ett ”järnåldershus” som efter en längre tids bristande underhåll rivits.
Körunda med golfbana, hotell och vacker natur har blivit ett populärt utflyktsmål, främst under somrarna men även till viss del vintertid. 